# Konstantin Michailow (Bauingenieur)
Konstantin Wassiljewitsch Michailow (russisch Константин Васи́льевич Миха́йлов; * 18. Apriljul. / 1. Mai 1913greg. in Tiflis; † 12. August 2009 in Moskau) war ein georgischer Bauingenieur und Hochschullehrer.

## Leben
Michailow stammte aus einer wohlhabenden Familie. Er besuchte die deutsche Schule. Englisch lernte er von seiner englischen Großmutter. Er studierte Bauingenieurwesen am georgischen Industrie-Institut. 1938 schloss er das Studium mit Auszeichnung ab. Während des Deutsch-Sowjetischen Krieges war er Offizier der Roten Armee.
1943 wurde Michailow aus der Armee entlassen, um im Moskauer Forschungsinstitut für Beton und Stahlbeton (heute Gwosdew-Institut für Beton und Stahlbeton) zu arbeiten. In diesem Institut leitete sein älterer Bruder Wiktor Michailow das Laboratorium für Spannbeton. Konstantin Michailows Arbeitsschwerpunkt war die Theorie des Betons und Stahlbetons. Er wurde zum Doktor der technischen Wissenschaften promoviert und zum Professor ernannt. 1965 wurde Konstantin Michailow Direktor des Instituts und leitete es bis 1988. Dazu gab er die russische Fachzeitschrift Beton und Stahlbeton heraus. Auch machte er sich einen Namen als Architektur-Historiker.

## Werke
- The Concrete and Reinforced Concrete Research Institute of the USSR Gosstroi. Garston, 1970.
- ПОЛИМЕРБЕТОНЫ И КОНСТРУКЦИИ НА ИХ ОСНОВЕ. Стройиздат, 1989, ISBN 5-274-00479-2. (deutsche Übersetzung: Polymerbeton und Konstruktionen auf dessen Basis)
- Железобетон в XXI веке. Состояние и перспективы развития бетона и железобетона в России: монография. НИИЖБ, Moskau 2001. (deutsche Übersetzung: Stahlbeton im 21. Jahrhundert. Stand und Perspektiven der Entwicklung von Beton und Stahlbeton in Russland)

## Ehrungen
- Rotbannerorden
- Orden der Oktoberrevolution
- Leninorden
- Staatspreis der UdSSR (1949, 1950)
- FIP Medaille der Fédération internationale de la Précontrainte / International Federation for Prestressing (FIP) (1984)[4]
- Honorary Life Member der Fédération internationale de la Précontrainte / International Federation for Prestressing (FIP) (1988)[4]
- Ehrenmitgliedschaft der Russischen Akademie der Architekturwissenschaften
- Verdienter Wissenschaftler der Russischen Föderation